# Russ
Russ — один из крупнейших российских операторов наружной рекламы, основанный в 1995 году.
В 2000 году компанию купил холдинг американского медиамагната Руперта Мёрдока News Corp. и переименовал в News Outdoor. В 2011 году News Outdoor был продан консорциуму российских инвесторов во главе с «ВТБ Капиталом» и переименован в Russ Outdoor. Позже «ВТБ Капитал» продал 25 % акций из своего пакета французской группе JCDecaux. В 2019 году контрольный пакет акций Russ Outdoor купил конкурирующий оператор «Вера-Олимп», который в конце 2010-х начал скупать активы на рынке наружной рекламы. В июле 2023 года Russ завершил покупку своего главного конкурента — компании Gallery. На двоих им принадлежало 50 % рынка наружной рекламы в России.
В июне 2024 года объявлено о слиянии Russ c маркетплейсом Wildberries, которое сопровождалось скандалом.

## История
- 1995 год — рекламный холдинг APR Group выделил отдел наружной рекламы в самостоятельный бизнес — компанию APR-City[3].
- 2000 год — привлечение News Corporation в качестве стратегического инвестора[4].
- 2001 год — переименование в News Outdoor.
- 2006 год — привлечение первого в истории российского outdoor-кредита[5] ЕБРР на сумму 300 млн $[6][7].
- 2011 год — приобретение 79 % акций News Outdoor у News Corporation[8].
- 1 июня 2012 года — переименование в Russ Outdoor[9].
- 2013 год — закрытие сделки по продаже 25 % акций крупнейшему мировому оператору наружной рекламы JCDecaux[10]
- 2019 год — Группа «Олимп» купила 48,6% группы Russ Outdoor[11][12].
- Июль 2020 года — Russ Outdoor стала полностью российской, ООО «СТИНН» выкупило долю JCDecaux[13]
- апрель—июль 2023 года — переименование в Russ[14]. Приобретение оператора наружной рекламы Gallery у группы компаний «Медиа-1»[15].
- июнь 2024 года — заявлено о предстоящем слиянии с компанией Wildberries[2].

## Деятельность

### Коммерческая деятельность
Консолидированный инвентарь Russ Outdoor, Олимп и Лайса обеспечивает ежемесячный охват аудитории более 48 млн человек (18+). Управление активами, включающими более 28,5 тыс. рекламных поверхностей. Инвентарная линейка оператора включает классические статические конструкции и высокотехнологичные digital-экраны.
С 2001 года Russ Outdoor заключает комплексные соглашения с российскими городами, устанавливая не только рекламные конструкции, но и автобусные остановки, указатели улиц, скамейки, клумбы, урны.

### Показатели деятельности
Выручка компании по GAAP за 2008/09 финансовый год составила 380 млн $. Прибыль компании не раскрывается. Выручка ООО «Русс Аутдор» в 2023 году — 27,9 млрд рублей, чистая прибыль — 4,86 млрд рублей.

### Социальные проекты
Помимо коммерческой деятельности Russ Outdoor осуществляет социальные проекты на своих поверхностях.
C 2010 года Russ Outdoor осуществляет социальный проект «Все равно?!». Созданный в рамках проекта постер рекламного агентства Young & Rubicam «Весь в няню?» был признан лучшим социальным постером 2011 года.
В 2008 году Russ Outdoor в сотрудничестве с Третьяковской галереей и Государственным Эрмитажем провели акцию «Шедевры мировой живописи на улицах российских городов». Для экспозиции галереи предоставили 55 репродукций картин из своих собраний. Проект был реализован в Москве, Санкт-Петербурге и 41 городе России.
Russ Outdoor поддерживает благотворительные проекты, направленные на развитие школ, детдомов, приютов.
В 2021 году Russ Outdoor «встретил» Олимпийскую и Паралимпийскую сборную России. Для Олимпийской сборной ролики транслировались на экранах по маршруту от аэропорта Внуково до Кремля, для Паралимпийской — от Шереметьева.
Также в 2021 году демонстрировались социальные проекты по темам COVID-19, вакцинации. Ко Дню Победы была проведена четырёхчасовая трансляция Бессмертного полка.

## Слияние с Wildberries
В июне 2024 года объявлено о слиянии Russ c маркетплейсом Wildberries. В юрлице, созданном для реализации заявленного объединения, доли Wildberries и Russ составили 65 % на 35 %.